# Up 'til Now
| Recensione              | Giudizio |
| ----------------------- | -------- |
| AllMusic                | [ 1 ]    |
| Dizionario del Pop-Rock | [ 2 ]    |

Up 'til Now è un album di raccolta del cantante statunitense Art Garfunkel, pubblicato nell'ottobre del 1993.
Si tratta di una raccolta contenente alcuni rari brani di Simon & Garfunkel, registrazioni live di Art Garfunkel e nuove canzoni di studio comprendente tra le altre, Crying in the Rain, cantata in duetto con James Taylor.

## Tracce

### CD
1. Crying in the Rain – 3:39 (Carole King, Howard Greenfield)
2. All I Know – 2:26 (Jimmy Webb)
3. Just Over the Brooklyn Bridge – 1:05 (Marvin Hamlisch, Marilyn Bregman, Alan Bregman)
4. The Sound of Silence – 3:05 (Paul Simon)
5. The Breakup – 2:17 (Art Garfunkel, Paul Simon)
6. Skywriter – 4:13 (Jimmy Webb)
7. The Decree – 3:28 (Jimmy Webb)
8. It's All in the Game – 3:50 (Carl Sigman, Charles Dawes)
9. One Less Holiday – 1:46 (Stephen Bishop)
10. Since I Don't Have You – 3:38 (Jimmy Beaumont, Joe Rock, The Skyliners)
11. Two Sleepy People – 3:35 (Frank Loesser, Hoagy Carmichael)
12. Why Worry – 5:32 (Mark Knopfler)
13. All My Love's Laughter – 3:26 (Jimmy Webb)

## Musicisti
Crying in the Rain
- Art Garfunkel - voce
- James Taylor - chitarra, voce
- Jerry Douglas - dobro
- Registrato nel marzo del 1993
- James Farber - ingegnere delle registrazioni
- Don Grolnick e James Taylor - produttori

All I Know
- Art Garfunkel - voce
- Jimmy Webb - pianoforte
- Registrato nel maggio del 1989
- Jan Wolfson - ingegnere delle registrazioni

Just Over the Brooklyn Bridge
- Art Garfunkel - voce
- Registrato nell'agosto del 1991
- James Farber - ingegnere delle registrazioni
- Marvin Hamlisch - produttore

The Sound of Silence
- Art Garfunkel - voce
- Paul Simon - chitarra, voce
- Registrato nel maggio del 1964
- Roy Halee - ingegnere delle registrazioni
- Tom Wilson - produttore

The Breakup
- Art Garfunkel - voce
- Tom Wilson - produttore

Skywriter
- Art Garfunkel - voce
- Nicky Hopkins - pianoforte
- Registrato nell'aprile del 1988
- Stuart Breed - ingegnere delle registrazioni
- Tom Wilson - produttore

The Decree
- Art Garfunkel - voce
- Jimmy Webb - pianoforte
- King's College School Choir, Wimbledon - cori
- London Symphony Orchestra - orchestra
- Registrato nell'agosto del 1985
- Geoff Emerick e Stuart Breed - ingegneri delle registrazioni
- Art Garfunkel, Geoff Emerick e Jimmy Webb - produttori

It's All in the Game
- Art Garfunkel - voce
- James Taylor - chitarra
- Mark O'Connor - violino
- Registrato nel marzo del 1993
- James Farber - ingegnere delle registrazioni
- Don Grolnick e James Taylor - produttori

One Less Holiday
- Art Garfunkel - voce
- John Jarvis - pianoforte
- Del Newman - arrangiamento orchestra
- Registrato nel 1980
- Roy Halee - ingegnere delle registrazioni
- Art Garfunkel - produttore

Since I Don't Have You
- Art Garfunkel - voce
- Michael Brecker- sassofono tenore
- Registrato nel 1979 (dall'album di Art Garfunkel: Fate for Breakfast)
- Elliot Scheiner - ingegnere delle registrazioni
- Louis Shelton - produttore

Two Sleepy People
- Art Garfunkel - voce
- Registrato nel 1992 (registrato a New York City per la Penny Marshall Film A Leogue of Their Own)
- Malcolm Pollock - ingegnere delle registrazioni
- Dick Hyman - arrangiamento
- Jay Landers - produttore

Why Worry
- Art Garfunkel - voce
- Vinny Zummo - chitarre
- Mike Mainieri - vibrafono, marimba
- Dee Carstensen - voce, harp
- Registrato nell'agosto del 1993
- James Farber - ingegnere delle registrazioni
- Mike Mainieri - produttore

All My Love's Laughter
- Art Garfunkel - voce
- Larry Coryell - chitarra
- Jimmy Webb - pianoforte
- Registrato nel maggio del 1989
- Jan Wolfson - ingegnere delle registrazioni
- Mike Mainieri - produttore

Note aggiuntive
- Rona Elliot - fotografia copertina frontale album
- Jimmy Ienner, Jr. - fotografia retrocopertina album